# Viola accrescens
Viola accrescens är en violväxtart som beskrevs av Michail Klokov. Viola accrescens ingår i släktet violer, och familjen violväxter. Inga underarter finns listade i Catalogue of Life.